# Paolo Giubellino

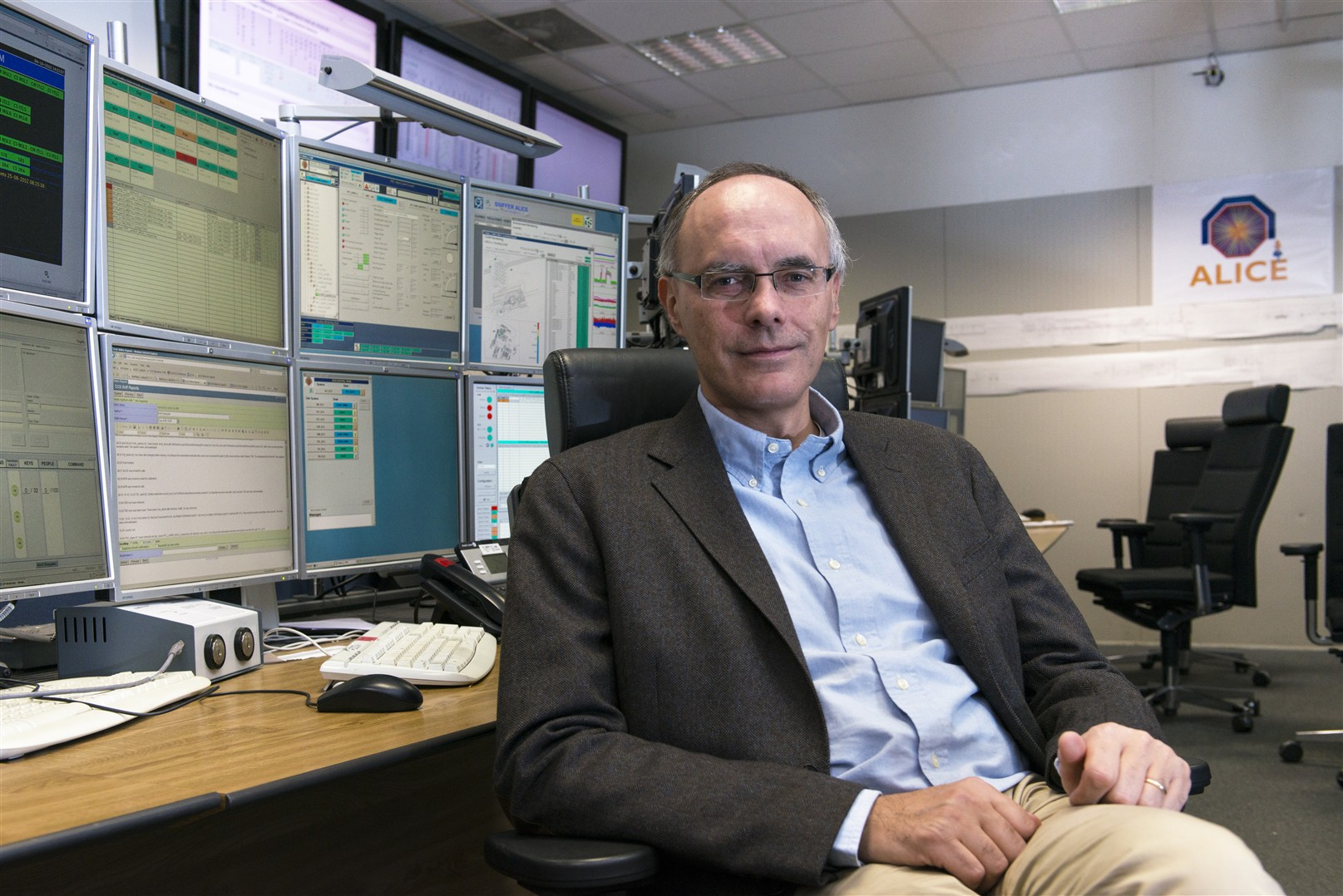
Paolo Giubellino 2014

Paolo Giubellino (* 9. November 1960 in Turin) ist ein italienischer Physiker, der sich mit ultrarelativistischen Schwerionenstößen und den dabei erzeugten neuen Materiephasen (Quark-Gluon-Plasma) befasst.

## Leben
Giubellino studierte Physik an der Universität Turin mit dem Laurea-Abschluss 1983. 1984/85 war er Fulbright Fellow an der University of California, Santa Cruz. 1985 wurde er am italienischen nationalen Kernphysikinstitut (Istituto Nazionale di Fisica Nucleare, INFN) tätig und war zuletzt Forschungsdirektor. Ab 2011 war er Professor für Schwerionenexperimente am CERN. Er war am NA 34 Experiment am SPS und am NA 50 beteiligt und ist seit dessen Start Anfang der 1990er Jahre bei ALICE beteiligt. Ab 2010 war er Sprecher der ALICE-Kollaboration. 
Am 1. Januar 2017 hat Paolo Giubellino die Position des ersten gemeinsamen wissenschaftlichen Geschäftsführers und Sprecher der Geschäftsführung der beiden Teilchenbeschleunigerzentren Facility for Antiproton and Ion Research in Europe GmbH (FAIR GmbH) und der GSI Helmholtzzentrum für Schwerionenforschung GmbH in Darmstadt angetreten. Er folgt Boris Sharkov bei FAIR und Karlheinz Langanke bei der GSI. Seit dem 1. Januar 2017 ist Giubellino außerdem Professor am Institut für Kernphysik der TU Darmstadt. 2022 wurde seine Amtszeit als wissenschaftlicher Geschäftsführer von GSI und FAIR um weitere fünf Jahre verlängert.

## Wirken
Forschungsschwerpunkte sind die Physik hochenergetischer Schwerionenstöße und die dabei erzeugte Materie. Giubellino hat über 300 wissenschaftliche Publikationen veröffentlicht.
Er war bei vielen bilateralen Vereinbarungen und Forschungsprogrammen, etwa der Europäischen Union, in führenden Position im Einsatz.

## Ehrungen und Auszeichnungen
- „Profesor Invitado“ der Universität von Havanna, Kuba (2010)
- Medaille der Mexikanischen Physikalischen Gesellschaft (2010)
- Visitante Distinguido von Puebla, Mexiko (2012)
- Verdienstorden der Italienischen Republik (Commendatore) für seine wissenschaftlichen Verdienste durch den italienischen Staatspräsidenten Napolitano (2012)
- Premio Enrico Fermi  der Italienischen Physikalischen Gesellschaft (2013)
- Lise-Meitner-Preis der Europäischen Physikalischen Gesellschaft für herausragende Beiträge zur Kernphysik (2014)
- Aufnahme in die Academia Europaea (2016)[5]
- Doctor Honoris Causa der Suranaree University of Technology, Thailand (2016)[6]
- Doctor Honoris Causa der Nationalen Akademie der Wissenschaften der Ukraine, Ukraine (2016)[7]